# Giulia Sagramola
Giulia Sagramola (Fabriano, 1º febbraio 1985) è una fumettista, illustratrice e blogger italiana.

## Opere

### Libri
- 2009, Milk and Mint, Proglo
- 2011, Bacio a cinque, Topipittori
- 2014, Sonno Gigante Sonno Piccino, testi di Giusi Quarenghi, Topipittori
- 2015, Incendi Estivi, Bao Publishing